# Pulau Bisa
Pulau Bisa (indonesiska: Bisa) är en ö i Indonesien.   Den ligger i provinsen Maluku Utara, i den östra delen av landet, 2 400 km öster om huvudstaden Jakarta. Arean är 174 kvadratkilometer.
Terrängen på Pulau Bisa är lite kuperad. Öns högsta punkt är 419 meter över havet. Den sträcker sig 13,6 kilometer i nord-sydlig riktning, och 25,8 kilometer i öst-västlig riktning.  I omgivningarna runt Pulau Bisa växer i huvudsak städsegrön lövskog.